# CHS Inc.
CHS Inc. — американский сельскохозяйственный кооператив. Занимается скупкой урожая и снабжением членов кооператива горюче-смазочными материалами, удобрениями и пестицидами. Штаб-квартира находится в Инвер-Гров-Хайтс (штат Миннесота, США). В списке крупнейших компаний США по размеру выручки Fortune 500 занял 95-е место.

## История
CHS Inc. является продуктом слияния целого ряда сельскохозяйственных кооперативов северо-запада и среднего запада США. Старейший из них, North Pacific Grain Growers, Inc. (NPGG), был создан в 1929 году в Айдахо. Основой для слияний стал кооператив Farmers Union Central Exchange, основанный 15 января 1931 года в Миннесоте; позже его название было сокращено до Cenex, оно продолжает использоваться как бренд автозаправок. Третий крупный кооператив, Farmers Union Grain Terminal Association (GTA), начал работу в 1938 году также в Миннесоте. Эти три кооператива росли как за счёт поглощения других кооперативов, так и покупая предприятия в мукомольной, маслобойной, транспортной и нефтеперерабатывающей сферах. К началу 1980-х годов Cenex объединял около 1500 кооперативов в 15 штатах, его оборот превышал 1 млрд долларов.
В 1983 году GTA и NPGG объединились, образовав Harvest States Cooperatives. Спад в сельском хозяйстве США в 1980-х годах привёл к дальнейшему укрупнению кооперативов и расширению их деятельности в производство готовых продуктов питания (таких как макаронные изделия, тортильи и др.). В июне 1998 года в результате слияния Cenex и Harvest States Cooperatives возникло объединение кооперативов Cenex Harvest States Cooperatives, его оборот составлял около 10 млрд долларов. В 2003 году название было сокращено до CHS Inc.

## Собственники и руководство
Владельцами CHS Inc. являются фермеры и региональные сельскохозяйственные кооперативы. Пять серий привилегированных акций котируются на бирже Nasdaq.

## Деятельность
Подразделения по состоянию на 2022 год:
- Energy — нефтепереработка и продажа нефтепродуктов; 21 % выручки;
- Ag — оптовая торговля зерном, переработка соевых бобов, производство биотоплива, торговля удобрениями и средствами защиты урожая; 78 % выручки;
- Nitrogen Production — 8-процентная доля в компании CF Industries[англ.], которая занимается производством азотных удобрений.

Географическое распределение выручки:
- Северная Америка — 94 %,
- Европа, Ближний Восток и Африка — 2 %,
- Азиатско-Тихоокеанский регион — 3 %,
- Южная Америка — 1 %.

Дочерние компании имеются в США, Бразилии, Гонконге, Канаде, Мексике, России, Украине, Швейцарии.